# Alseno
Alseno is een gemeente in de Italiaanse provincie Piacenza (regio Emilia-Romagna) en telt 4793 inwoners (31-12-2004). De oppervlakte bedraagt 55,5 km², de bevolkingsdichtheid is 85 inwoners per km².
De volgende frazioni maken deel uit van de gemeente: Castelnuovo Fogliani, Chiaravalle della Colomba, Cortina, Lusurasco.

## Demografie
Alseno telt ongeveer 1997 huishoudens. Het aantal inwoners steeg in de periode 1991-2001 met 2,1% volgens cijfers uit de tienjaarlijkse volkstellingen van ISTAT.
| Jaar | Inwoneraantal |
| ---- | ------------- |
| 1991 | 4566          |
| 2001 | 4661          |

## Geografie
De gemeente ligt op ongeveer 79 meter boven zeeniveau.
Alseno grenst aan de volgende gemeenten: Besenzone, Busseto (PR), Castell'Arquato, Fidenza (PR), Fiorenzuola d'Arda, Salsomaggiore Terme (PR), Vernasca.